# Arend Jean Adriaan Hagen
Arend Jean Adriaan Hagen (Kampen, 11 maart 1896 - Rotterdam, 14 november 1967) was een Nederlandse kunstschilder.
Hagen schilderde en aquarelleerde voornamelijk stillevens, stadsgezichten en landschappen. Vanaf 1907 woonde en werkte hij in Rotterdam, waar hij zijn opleiding aan de Academie voor Beeldende Kunsten genoot en lid was van de Rotterdamsche Kunstenaars-Sociëteit. Voor de gemeente Rotterdam maakte hij topografisch werk. Veel van zijn werk is terug te vinden in het Rotterdamse gemeentearchief.